# Lista dos governadores romanos da África
Esta é uma lista dos governadores romanos da África. Criada logo depois da Terceira Guerra Púnica (em 146 a.C.), a província romana da África foi reorganizada e subdividida várias vezes durante sua história, que terminou por volta de 429, quando os vândalos cruzaram da península Ibérica e conquistaram toda a região, que foi incorporada ao Reino Vândalo a partir de 435. Depois da reconquista de Justiniano I, em 534, foi formada a prefeitura pretoriana da África, que durou até 590, quando foi formado o Exarcado de Cartago. Este último foi destruído em 698 depois da conquista muçulmana do norte da África.

## Período republicano (146 a.C. — 27 a.C.)

### Até as guerras civis
As evidências epigráficas são mais raras para este período em relação ao período imperial e geralmente os nomes dos governadores da província só eram citados pelos historiadores antigos em tempos de guerra ou por causa da realização de triunfos. Depois da derrota de Cartago (146 a.C.), nenhuma outra nomeação de um magistrado sênior ou de um promagistrado foi feita até a Guerra de Jugurta (112–115 a.C.), quando a região da Numídia foi destacada e tornou-se uma província consular.
- Públio Cornélio Cipião Emiliano Africano (146 a.C.)
- incerto 146/45–112/11
- Lúcio Calpúrnio Béstia (111 a.C.)
- Espúrio Postúmio Albino (110–109 a.C.)[a]
- Quinto Cecílio Metelo Numídico (109–107 a.C.)[b]
- Caio Mário (107–105 a.C.)
- Sula (105 a.C.)[c]
- incerto 105-100/década de 90

### Guerras civis
Para o período das guerras civis das décadas de 80 a 40 a.C., é difícil distinguir entre comandos puramente militares dos governadores de fato, pois facções rivais tomaram o controle da província sucessivas vezes através do uso da força. Nenhum nome é conhecido com certeza razoável para a década de 90 a.C..
- incerto década de 90-88
- Públio Sextílio (88–87 a.C.)
- Quinto Cecílio Metelo Pio (86–84 a.C.)
- Caio Fábio Adriano (84–82 a.C.)
- Pompeu (82–79 a.C.)
- incerto 79-77
- Lúculo (77–76/75 a.C.)
- incerto 76/75-70/69
- Aulo Mânlio Torquato (69 a.C. ou antes)
- incerto 69-67
- Lúcio Sérgio Catilina (67–66 a.C.)
- incerto 66-62
- Quinto Pompeu Rufo (62–60/59 a.C.)
- Tito Vécio (Sabino?) (58–57 a.C.)
- Quinto Valério Orca (56 a.C.)
- incerto 56-53/52
- Públio Ácio Varo (52 a.C. e provavelmente antes; vide abaixo)
- Caio Consídio Longo (51–50 a.C.)
- Lúcio Élio Tuberão (49 a.C.; pode nem ter assumido o posto)
- Públio Ácio Varo (tomou o controle novamente em 49 e manteve o controle até 48 a.C.)
- Quinto Cecílio Metelo Pio Cipião Násica (47 a.C.)
- Catão, o Jovem (em conjunto com Cipião Násica, no comando especial de Útica)
- Caio Canínio Rébilo (46 a.C.)
- Caio Calvísio Sabino (45–início de 44 a.C., África Velha)
- Salústio (45 a.C., África Nova)
- Quinto Cornifício (44–42 a.C., África Velha)
- Tito Sêxtio (44–40 a.C., África Nova)
- Caio Fufício Fango (41 a.C., em conflito com Sêxtio)
- Marco Emílio Lépido (40–36 a.C.)
- Tito Estacílio Tauro (35 a.C.)
- Lúcio Cornifício (34–32 a.C.)
- incerto 32-29

## Dinastia júlio-claudiana (27 a.C. — 68)
- Lúcio Autrônio Peto (29/28 a.C.)[1]
- incerto 28-25
- Marco Acílio Glabrião (25 a.C.)[1]
- incerto 24-c.21
- Lúcio Semprônio Atratino (?c. 21/20 a.C.)[1]
- Lúcio Cornélio Balbo (20/19 a.C.)[1]
- incerto 19-14
- Caio Sêncio Saturnino (14/13 a.C.)[1]
- Lúcio Domício Enobarbo (13/12 a.C.)
- incerto 12-9/8
- Públio Quintílio Varo aprox. (9/8–4 a.C.)
- Africano Fábio Máximo (6/5 a.C.)[2]
- incerto 4 a.C.-c. AD 4
- Cneu Calpúrnio Pisão (3 a.C.?)[3][4]
- Lúcio Cornélio Lêntulo (c. 4 d.C.)[5]
- Lúcio Passieno Rufo aprox. (c. 4/5 d.C.)
- Cosso Cornélio Lêntulo Getúlico (c. 5/6 d.C.)
- incerto c. 6-c. 8
- Lúcio Canínio Galo (c. 8)
- incerto c. 8-14
- Lúcio Nônio Asprenas[6] (14–15)
- Lúcio Élio Lamia (15–16)
- incerto 16-17
- Marco Fúrio Camilo (17–18)[7]
- Lúcio Aprônio (18–21)[8]
- Quinto Júnio Bleso (21–23)[9]
- Públio Cornélio Dolabela (23–24)[10]
- incerto 24-26
- Caio Víbio Marso (26–29)
- Marco Júnio Silano (29–35)
- Caio Rubélio Blando (35–36)
- Sérvio Cornélio Cetego (36–37)
- Lúcio Calpúrnio Pisão (38–39)
- Lúcio Sálvio Otão (40–41)
- Quinto Márcio Bareia Sorano (41–43)
- Galba (44–46)
- Marco Servílio Noniano (46–47)
- Tito Estacílio Tauro Corvino (52–53)[11]
- Marco Pompeu Silvano Estabério Flaviano (53–56)
- Quinto Sulpício Camerino Pético (56–57)
- Cneu Hosídio Geta (57–58)
- Quinto Cúrcio Rufo (58–59)[12]
- Vitélio (60–61)
- Lúcio Vitélio (61–62)
- Sérvio Cornélio Cipião Salvidieno Orfito (62–63)
- Vespasiano (63–64)
- Caio Vipstano Aproniano (68)

## Dinastia flaviana (69 — 96)
- Lúcio Calpúrnio Pisão (69/70)[13]
- Lúcio Júnio Quinto Víbio Crispo (71/72)
- Quinto Mânlio Ancário Tarquício Saturnino (72/73)
- Quinto Júlio Cordino Caio Rutílio Gálico (74)
- Caio Pácio Africano (77/78)
- Públio Galério Trácalo (78/79)
- Lúcio Nônio Calpúrnio Asprenas (82/83)
- Sexto Vetuleno Cerial (83/84)
- Cneu Domício Lucano (84/85)
- Cneu Domício Tulo (85/86)
- Lúcio Funisulano Vetoniano (91/92)
- Asprenas (92/93)

## Dinastia nerva-antonina (97 — 192)
- Mário Prisco (97/98)
- Caio Cornélio Galicano (98/99)
- Caio Otávio Tídio Tossiano Lúcio Javoleno Prisco (101/102)
- Lúcio Cornélio Púsio Ânio Messala (103/104)
- Quinto Peduceu Priscino (106/107)
- Caio Cornélio Raro Sêxtio Naso (108/109)
- Quinto Pompônio Rufo (110/111)
- Caio Pompônio Rufo Acílio Prisco Célio Esparso (112/113)
- Aulo Cecílio Faustino (115/116)
- Caio Júlio Planco Varo Cornuto Tértulo (116/117)
- Lúcio Róscio Eliano Mécio Céler (117/118)
- Marco Vitório Marcelo (120/121)
- Lúcio Minício Natal (121/122)
- Marco Ápio Brádua (incerto; 122/123)
- Lúcio Catílio Severo Juliano Cláudio Regino (124/125)
- Lúcio Estertínio Nórico (127/128)
- Marco Pompeu Macrino (130/131)
- Tibério Júlio Segundo (131/132)
- Caio Umídio Quadrado Sertório Severo (133/134)
- Caio Brútio Presente Lúcio Fúlvio Rústico (134/135)
- [...]cato Públio Valério Prisco (136/137)
- Lúcio Vitrásio Flaminino (137/138)
- Tito Sálvio Rufino Minício Opimiano (138/139)[14]
- Tito Priférnio Gêmino (140–141)[15]
- Sexto Júlio Maior (c. 141–142)
- Públio Túlio Varrão (142–143)
- Lúcio Minício Natal Quadrônio Vero (153–154)
- (? Ênio) Próculo (156–157)
- Lúcio Hédio Rufo Loliano Ávito (157–158)
- Cláudio Máximo (c. 158–159)
- Quinto Égrilo Plariano Lúcio M[...] (c. 159)
- Tito Priférnio Peto Rosiano Gêmino (c. 160–161)
- Quinto Vocônio Saxa Fido (161–162)
- Sexto Coceio Severiano (c. 162–163)
- Sérvio Cornélio Cipião Salvidieno Orfito (164)
- Mânio Acílio Glabrião Cneu Cornélio Severo (c. 166–167)
- Públio Sálvio Juliano (167–168)
- Tito Sêxtio Laterano (168/169)
- Caio Sério Augurino (169–170)
- Estrabão Emílio (c. 172)
- Caio Aufídio Vitorino (c. 173–174)
- Caio Sétimo Severo (174–175)
- Públio Júlio Escápula Tértulo (178–179 ou 179–180)
- Públio Vigélio Saturnino[16] (c. 180)
- Caio Vécio Sabiniano Júlio Hospes (c. 191)

## Dinastia severa (193 — 235)
- Públio Cornélio Anulino (193)[17]
- Polieno Auspex (entre 194 e 200)
- Marco Cláudio Macrínio Víndice Hermogeniano (entre 194 e 200)
- Sexto Coceio Vibiano (entre 194 e 200)
- Cíngio Severo (entre 194 e 197)
- Lúcio Cossônio Égio Marulo (198–199)
- Marco Úlpio Arabiano (c. 200)
- Caio Júlio Asper (entre 200 e 210)
- Marco Úmbrio Primo (c. 201/2)
- Minício Opimiano (c. 203)
- Rufino (c. 204)
- Marco Valério Brádua Máurico (? c. 206)
- Tito Flávio Décimo (209)
- Caio Valério Pudente (entre 209 e 211)
- Públio Júlio Escápula Tértulo Prisco (212–213)
- Ápio Cláudio Juliano (entre 212 e 220)
- Caio CesÔnio Mácer Rufiniano (entre 213 e 215)
- Mário Máximo (entre 213 e 217)
- Lúcio Mário Perpétuo (c. 220)
- Lúcio Cássio Dião Coceiano (c. 221)
- Caio Otávio Ápio Suétrio Sabino (c. 230)

## Final do século III
- Gordiano I (237)
- Sabiniano (240)
- Lúcio Cesônio Lucilo Mácer Rufiniano (c. 240)
- Aspásio Paterno (257–258)
- Galério Máximo (258–259)
- Lúcio Méssio [...] (entre 259 e 261)
- ? Víbio Passieno (entre 260 e 268)
- Lúcio Névio Aquilino (entre 260 e 268)
- Sexto Coceio Anício Fausto (entre 265 e 268)
- Firmo (278)
- Lúcio CesÔnio Ovínio Mânlio Rufiniano Basso (c. 275)
- Caio Júlio Paulino (283)

## Dominato
A partir do dominato, os governadores passaram a ser escolhidos diretamente pelo imperador, sem aprovação do Senado.
- Tito Cláudio Aurélio Aristóbulo (290–294)
- Dião Cássio (294–295)
- Tito Flávio Postúmio Ticiano (295–296)
- Lúcio Élio Hélvio Dioniso (296–300)
- Juliano, possivelmente Âmnio Anício Juliano (301–302)
- Caio Ânio Anulino (302–305)
- Caio Ceiônio Rúfio Volusiano (305–306)
- Anulino (313)
- Petrônio Probiano (315–317)
- Acônio Catulino (317–318)
- Cezeu Largo Materniano (333-336)[18]
- Quinto Flávio Mésio Egnácio Loliano (336-337)
- Antônio Marcelino (337-338)
- Aurélio Celsino (338-339)
  - Fábio Acônio Catulino Filomácio (vigário, 338–339)
- Clódio Celsino Adélfio (339–340)
- Próculo (340-341)
- Acônio Catulino Filomácio (341, também prefeito da Ilíria e Itália)
- [...]lio Flaviano (357-358)
- Sexto Cláudio Petrônio Probo (358-359)
- Procliano (359-361)
- Quinto Clódio Hermogeniano Olíbrio (361-362)
- Clódio Otaviano (363-364)
- Públio Ampélio (364-365)
- Cláudio Hermogeniano Cesário? (365-366)
- Júlio Festo Himécio (366-368)[19]
- Petrônio Cláudio (368-371)
- Sêxtio Rústico Juliano (371-373)
- Quinto Aurélio Símaco (373-374)
- Paulo Constâncio (374-375)
- Chilo (375-376)
- Décimo Hilariano Hespério (abril de 376-outubro de 377)
- Talássio (outubro de 377-abril de 379)
- Flávio Afrânio Siágrio (379-380)
- Hélvio Vindiciano (380-381; possivelmente entre 382-383)
- Herásio (381-382)
- Vírio Audêncio Emiliano (382-383; possivelmente entre 381-382)
- Flávio Eusígnio (383-384)
- Messiano (385-386)
- Félix Juniorino Polêmio (388-389)
- Latínio Pacato Drepânio (389-390)
- Flávio Rodino Primo (391-392)
- Emílio Floro Paterno (392-393)[20]
- Flaciano (393-393)
- Marciano (394)
- Flávio Herodes (394-395)
- Enódio (395-396)
- Teodoro (396-397)
- Anício Probino (397)[d]
- Serano (397-398)
- Victorino (398-399)
- Apolodoro (399-400)
- Gabínio Bárbaro Pompeiano (400–401)
- Helpídio (401-402 ?)
- Setimino (402-404)
- Rúfio Antônio Agripnio Volusiano (404-405)
- Flávio Piônio Diotimo (405-406)
- Caio Élio Pompeu Porfírio Próculo (407-408)
- Donato (408-409)
- Macróbio Paládio (409-410)
- Apríngio (410-411)
- Eucário (411-412)
- Quinto Sêncio Fabrício Juliano (412-414)
- Aurélio Anício Símaco (415)[e]

## Prefeitos pretorianos da África
- Arquelau (534)
- Salomão - 1ª vez - (534-536)
- Símaco (536-539)
- Salomão - 2ª vez - (539-544)
- Sérgio (544-545)
- Atanásio (545-548, talvez até 550)
- Paulo (c. 552)
- João (ca. 558)
- João Rogatino (ca. 563)
- Tomás - 1ª vez - (563-565)
- Teodoro (ca. 570)
- Tomás - 2ª vez - (574-578)
- Teodoro (ca. 582)
- Sérgio? (ca. 640)
- Jorge (ca. 633/634?-642)

## Exarcas da África
| Período          | Nome              | Observações |
| ---------------- | ----------------- | --- |
| 591–598          | Genádio (I)       | Último mestre dos soldados da África e primeiro exarca; vitória sobre o reino romano-berbere de Altava.                      |
| 598 ou 602–611   | Heráclio, o Velho | |
| 641(?) – 647/48  | Gregório          | |
| 647/48–665       | Genádio (II)      | |
| após 665         | Eleutério         | Possivelmente exarca de Cartago. O termo árabe "al-At'riyūn" é geralmente lido como sendo "Eleutério". Ele derrubou Genádio. |
| por volta de 711 | Conde Julião      | Comandante de Septo. De acordo com alguns acadêmicos, possivelmente o último exarca da África.                               |